# FK Tom Tomsk
Futboljnyj klub Tom (rus. "футбольный клуб Томь") je ruski nogometni klub iz grada Tomska.
U sezoni 2005., prvi put postao je ruskim prvoligašem, odnosno, sudionikom najviše natjecateljskog ligaškog razreda u Rusiji.

## Povijest
Klub je osnovan 1957. godine. Kroz povijest je nekoliko puta mijenjao imena. Prvo se zvao "Burevjestnik", pa "Tomič", "Sibelektromotor", onda opet "Tomič", pa "Torpedo", "Tomles", onda opet "Torpedo", pa "Manometr" i na koncu "Tom".
Godine 2005. klub je napravio povijesni uspjeh za svoj grad, i ušao je u rusku premijer ligu.
Nastupi u ruskoj premijer ligi:
2005.: 10.

2006.: 8.

### Prijašnja imena
- "Burevjestnik («Буревестник») (1957.)
- "Tomič" («Томич») (1958., 1961-63.)
- "Sibelektromotor" («Сибэлектромотор») (1959. – 60.)
- "Torpedo" («Торпедо») (1964. – 67., 1974. – 78.)
- "Tomles" («Томлес») (1968. – 73.)
- "Manometr" («Манометр») (1979. – 87.)
- "Tom" («Томь») — od 1988.

## Poveznice
- Официальный сайт ФК «Томь»  Arhivirana inačica izvorne stranice od 21. srpnja 2008. (Wayback Machine) Službene stranice
- Неофициальный сайт футбольного клуба «Томь» Neslužbene stranice
- Форум болельщиков ФК «Томь»-"Лазурный"  Arhivirana inačica izvorne stranice od 3. siječnja 2007. (Wayback Machine) Navijački forum